# Hesperantha huttonii
Hesperantha huttonii là một loài thực vật có hoa trong họ Diên vĩ. Loài này được (Baker) Hilliard & B.L.Burtt miêu tả khoa học đầu tiên năm 1982.